# Autocarro

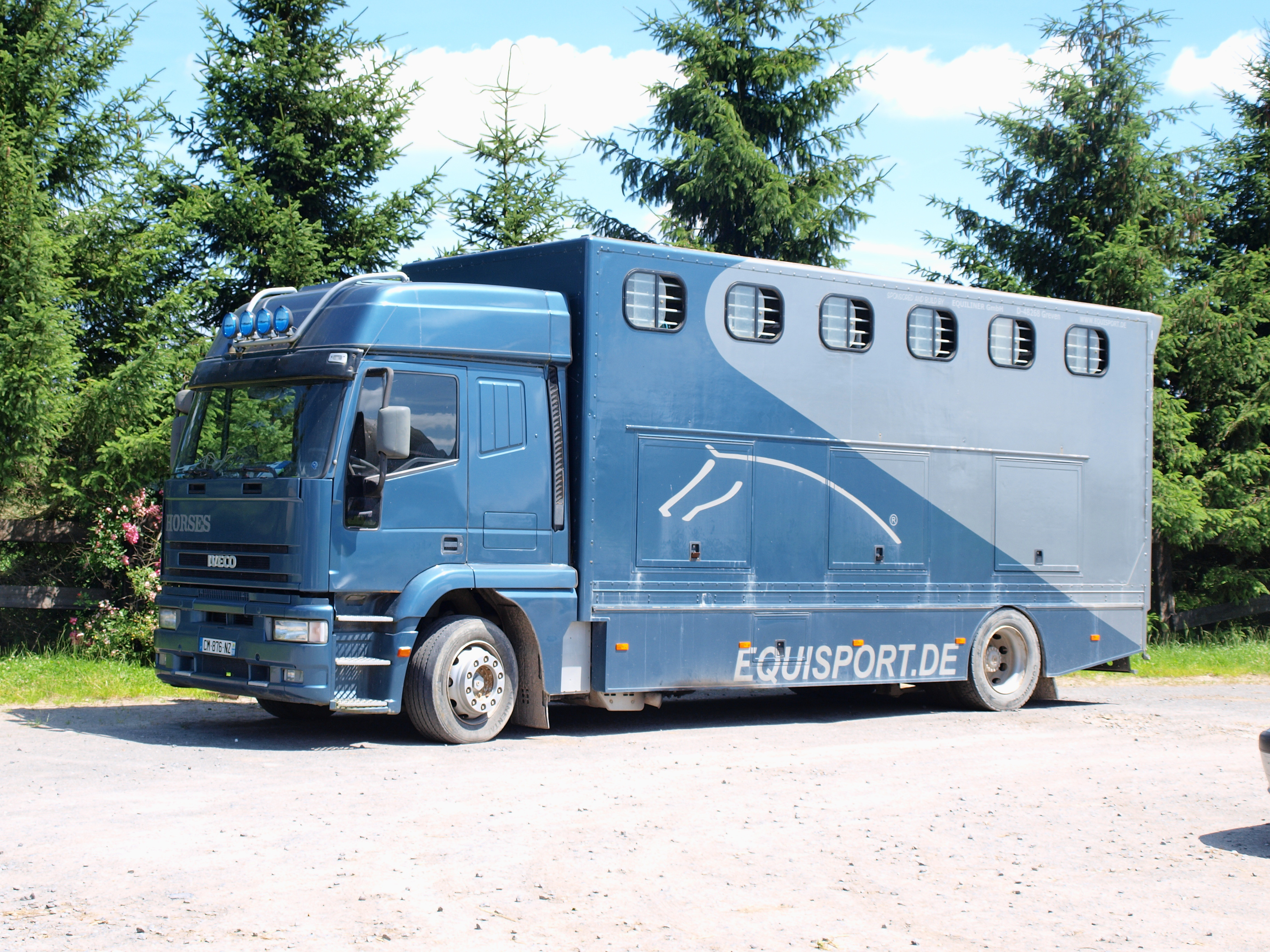
Un autocarro per trasporto animali

L'autocarro (o camion) è un veicolo in grado di trasportare merci autonomamente; si tratta di un mezzo di trasporto singolo e differisce dagli altri veicoli adibiti al trasporto su strada, come i rimorchi o i semirimorchi, perché fornito di motricità propria.
Impropriamente la denominazione di autocarro viene spesso utilizzata anche nel caso che sia accoppiato ad un'appendice, ad esempio un rimorchio, in questo caso è corretto parlare di autotreno; talvolta ci si riferisce, sempre impropriamente, anche al complesso veicolare costituito da un trattore stradale e da un semirimorchio, che formano in questo caso un autoarticolato, regolamentato in maniera differente rispetto all'autotreno.

## Storia

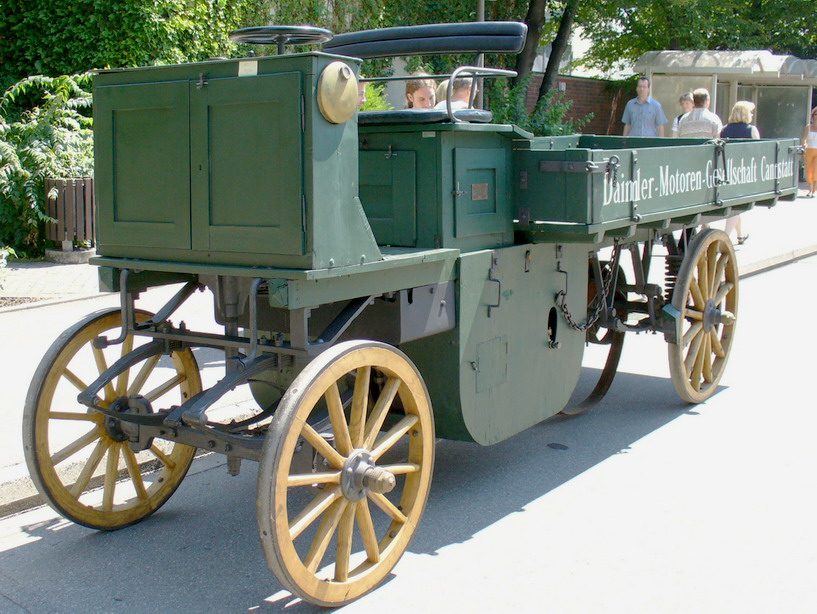
Daimler del 1896

Per quanto esistano tentativi per far muovere autonomamente dei veicoli per trasporto merce tramite dei motori a vapore già nella seconda metà del XVIII secolo, quello che può essere definito il primo autocarro della storia vide la luce nel 1896.
Costruito dalla Daimler-Motoren-Gesellschaft, si può notare che il progetto iniziale era derivato dai carri del tempo, semplicemente eliminando la parte anteriore destinata all'aggancio degli animali da traino e con il montaggio tra gli assi delle ruote di un motore bicilindrico da circa 2.200 cm³ che sviluppava 6 CV di potenza e riusciva a spingere il veicolo alla velocità di 16 km/h. Si può notare che le ruote erano rigorosamente di legno con il cerchione esterno in metallo e anche l'impianto frenante era lo stesso utilizzato per le carrozze.
Ben presto l'estetica, seguendo di pari passo l'evoluzione delle autovetture, migliorò con l'adozione di una carrozzeria chiusa che proteggeva il guidatore, con il motore che venne posizionato davanti all'abitacolo ed il moto che veniva trasferito alle ruote tramite una catena. Un'altra miglioria importante riguardò il passaggio alle ruote in gomma piena e alla presenza della prima diversificazione dei vani di carico, ora anche chiusi.
Nei primi due decenni del XX secolo l'importanza del camion aumentò sempre più, diversi costruttori si immisero sul mercato, come ad esempio la FIAT che fornì i primi autocarri al Regio Esercito, i Fiat 15. Come in altri casi, l'impiego ai fini bellici durante la prima guerra mondiale diede un impulso alla progettazione di nuove soluzioni tecniche e, verso la fine degli anni venti si videro i primi autocarri dotati di trasmissione ad albero e con i primi pneumatici forniti di camera d'aria. I motori continuavano ad essere a benzina e non riuscivano ad avere delle potenze particolarmente elevate; di conseguenza anche i carichi utili che si potevano trasportare erano di entità ridotta, raramente superiori alle 3 tonnellate. Anche gli ingombri, se paragonati ai mezzi odierni erano quasi risibili, la lunghezza totale giungeva intorno ai 5 metri mentre la larghezza e l'altezza non superavano i 150 e 250 cm.

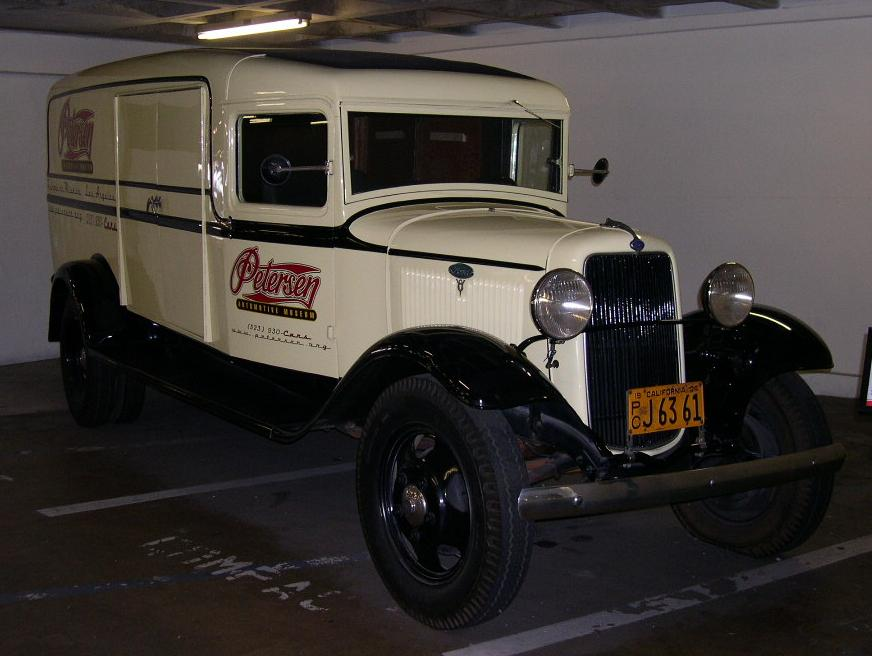
Autocarro cittadino tra le due guerre

Le novità introdotte negli anni trenta furono molto importanti anche per il proseguimento della storia del camion. Innanzitutto il motore, fino allora posizionato subito dietro l'asse anteriore, venne portato molto più avanti, davanti e sopra l'asse stesso, ottenendo un'immediata migliore distribuzione del peso sull'automezzo ed un aumento considerevole nella portata di carico. Le ruote in legno venivano nel frattempo completamente abbandonate in favore di cerchi in metallo e i freni, sino ad allora limitati di norma alle ruote anteriori, si ampliarono anche all'asse posteriore del veicolo. Nelle città si vedevano sempre più autocarri ad effettuare le consegne e diventava sempre più diffusa la soluzione delle furgonature, cioè delle carrozzerie interamente in metallo e senza una divisione esterna tra abitacolo e vano di carico.
Anche le motorizzazioni si stavano spostando sempre più da quelle a benzina verso quelle diesel; questo soprattutto dopo l'inizio della produzione in serie delle pompe di iniezione cominciata nel 1927 da parte della Robert Bosch GmbH che vide la MAN come suo primo cliente.
Il decennio successivo vide nuovamente l'autocarro al centro dell'attenzione soprattutto per la sua attività in campo bellico; durante la seconda guerra mondiale fu il mezzo principale per il trasferimento di truppe e salmerie sui vari fronti e tutte le aziende del ramo furono impegnate in uno sforzo enorme per soddisfare l'imponente domanda di questo tipo di veicolo.

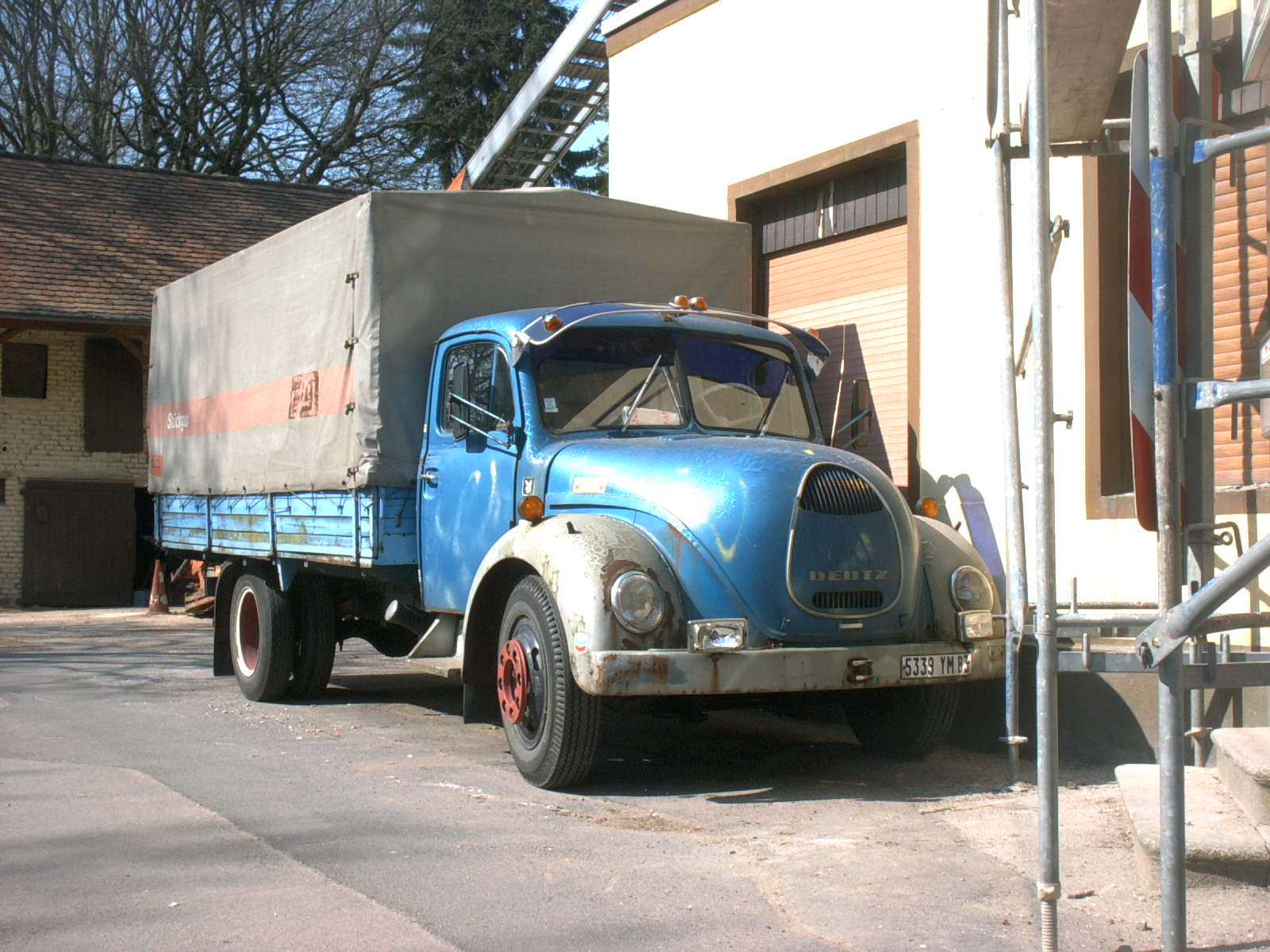
Autocarro del secondo dopoguerra

Nel secondo dopoguerra si tornò nuovamente a progettare automezzi per uso civile e si videro uscire sul mercato sempre più camion forniti di motore diesel ad iniezione diretta, un passo avanti notevole nel campo dell'efficienza, che permise l'erogazione di potenze molto più elevate, a regimi di giri più bassi e con una coppia più elevata che in precedenza. Anche le misure esterne aumentarono, diventando molto più simili a quelle odierne. La conformazione più classica era ancora quella con un muso anteriore molto pronunciato e con il cofano motore apribile dai lati per consentire un agevole accesso alle parti meccaniche.
Negli anni cinquanta si videro i primi motori provvisti di turbocompressore e le potenze ebbero così un'impennata arrivando mediamente intorno ai 200 CV. Forse l'unica cosa che non aveva fatto grandi passi da gigante era la cura dell'allestimento interno delle cabine, soprattutto per quanto riguarda l'insonorizzazione dell'abitacolo e l'isolamento termico dello stesso dal comparto motore. Con i primi spostamenti del guidatore direttamente sopra il vano motore le condizioni di guida non erano certamente favorevoli, soprattutto nei mesi più caldi dell'anno.
L'importanza dell'autista venne presa in seria considerazione solo negli anni successivi con lo studio di nuove soluzioni atte a rendere le ore di guida il più confortevoli possibili. Tra le soluzioni trovate vi furono quelle di un maggior isolamento termico ed acustico, una progettazione di sedili più ergonomici ed ammortizzati, l'utilizzo del servosterzo, l'inserimento di supporti antivibrazioni (poi sostituiti da un impianto di sospensioni) tra cabina e telaio e, con l'affermarsi delle cabine tutto avanti che presero il posto dei musoni, della presenza di un vano letto dietro i sedili di guida atto ad alloggiare il guidatore nelle soste notturne.

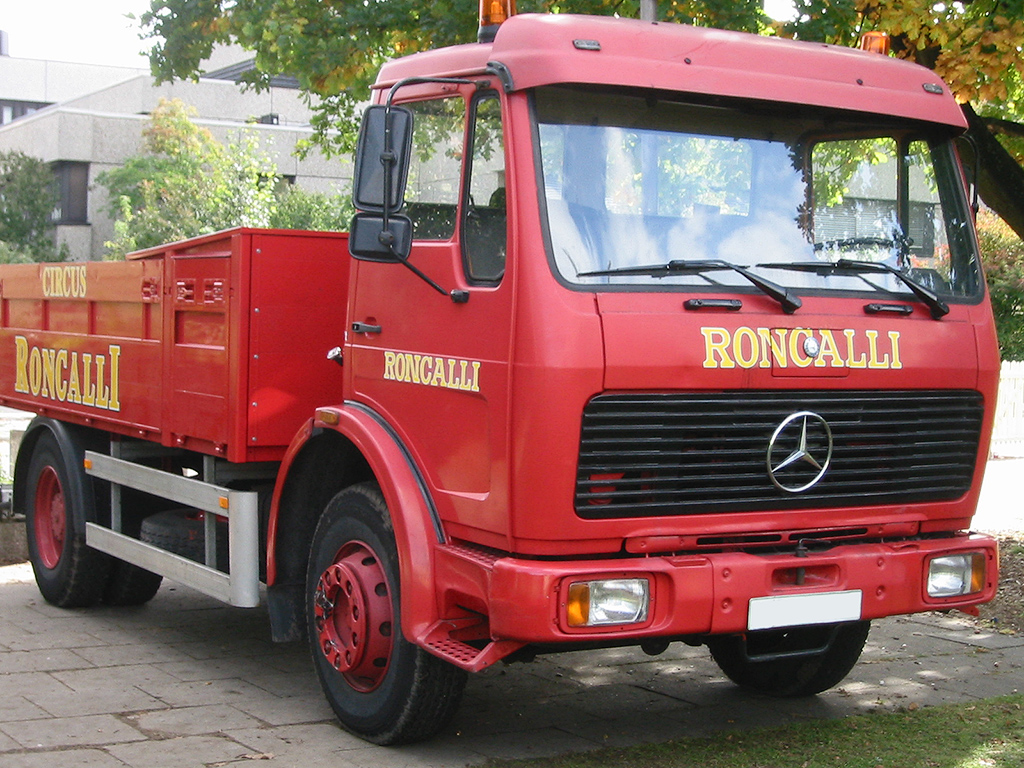
Autocarro degli anni settanta con cabina avanzata

Gli anni settanta e ottanta videro la ricerca indirizzata in principal modo alla sicurezza dell'autocarro con studi approfonditi in merito alla visibilità verso l'esterno del guidatore, all'introduzione di barre rigide sui fianchi e al posteriore per impedire agli altri veicoli di potersi infilare al di sotto dell'autocarro in caso di incidente, all'introduzione di freni a disco sempre più potenti e con la presentazione delle prime sospensioni ad aria che migliorarono nettamente l'assetto di marcia.
Sempre in questi stessi anni si sviluppava anche una tecnologia che permetteva ai trasportatori di rimanere sempre in contatto tra di loro e a volte anche con le loro sedi, cosa molto utile ad esempio per segnalare problemi di viabilità: sulla quasi totalità degli autocarri destinati a lunghi viaggi fu installato un ricetrasmettitore ad onde radio, il famoso CB.
L'ultimo decennio del secolo vide una sempre maggiore importanza data all'impatto ecologico e le case costruttrici dedicarono gran parte delle loro capacità alla messa in produzione di motori con sempre minor numero di emissioni inquinanti e che consentissero contemporaneamente una riduzione generalizzata dei consumi, uno dei problemi da sempre più sentiti da chi guida un automezzo pesante.
La maggior parte degli autocarri attualmente in uso è ancora alimentata da motori diesel, sebbene negli Stati Uniti, in Canada e in Messico esistano autocarri di piccole e medie dimensioni con motori a benzina. La quota di mercato degli autocarri elettrici sta crescendo rapidamente, si prevede che raggiungerà il 7% a livello globale entro il 2027, e la forza motrice elettrica predomina già tra gli autocarri più grandi e quelli più piccoli.

## Caratteristiche
Poiché lo scopo degli autocarri è il trasferimento su strada di merci, sono dotati di cassoni o di vani di carico più o meno grandi e, in certi casi, di particolari apparecchiature da lavoro (come gru caricatrici e sponde montacarichi, per rendere più facili le operazioni di carico e scarico).
In generale il veicolo è dotato di uno o due sedili di fianco al conducente per eventuali passeggeri. Negli ultimi anni, però, le case costruttrici hanno omologato dei modelli idonei a trasportare un maggior numero di persone, fino a nove posti totali. Bisogna comunque tenere in debita considerazione il fatto che la legge italiana prevede che a bordo dell'autocarro possano trovarsi solamente le persone addette alla guida o direttamente collegate alle operazioni di carico e scarico delle merci trasportate, pertanto i suddetti passeggeri non possono essere assimilati a quelli delle autovetture.
Il posto di guida di un autocarro deve sempre essere protetto da eventuali spostamenti degli oggetti trasportati. Questo risultato viene ottenuto mantenendo separata la cabina dal vano di carico, oppure applicando un divisorio di protezione alle spalle del conducente in caso di carrozzeria ad unico vano (quest'ultima soluzione è particolarmente diffusa nei veicoli commerciali, tecnicamente appartenenti alla categoria N1, data la loro impostazione automobilistica).
Questa è la classificazione internazionale degli autocarri:
- categoria N: veicoli a motore destinati al trasporto di merci, aventi almeno quattro ruote;
- categoria N1: veicoli destinati al trasporto di merci, aventi massa massima non superiore a 3,5 t;
- categoria N2: veicoli destinati al trasporto di merci, aventi massa massima superiore a 3,5 t ma non superiore a 12 t;
- categoria N3: veicoli destinati al trasporto di merci, aventi massa massima superiore a 12 t;

All'interno di questa classificazione generale, che rileva particolarmente per quanto riguarda la differenziazione dei limiti massimi di velocità, si possono distinguere 2 sottocategorie, quella dei veicoli ad uso speciale e quella dei veicoli per trasporti specifici; i primi non effettuano alcun tipo di trasporto, ma sono dotati permanentemente di una particolare attrezzatura atta a svolgere un certo tipo di lavoro (autogrù, veicoli antincendio, veicoli per perforazione pozzi, veicoli con piattaforma elevatrice, autonegozi, veicoli pubblicitari, carri attrezzi ecc.), i secondi sono allestiti con carrozzerie o allestimenti in grado di svolgere unicamente un solo tipo di trasporto. 
In Italia esiste poi la categoria dei mezzi d'opera, non riscontrabile in nessun altro codice della strada, anch'essa soggetta a normative speciali; tali veicoli sono considerati "veicoli per trasporti specifici", anche se esiste un particolare allestimento (autobotte con braccio) che può considerarsi appartenente ad entrambe le categorie.

## L'autocarro contemporaneo

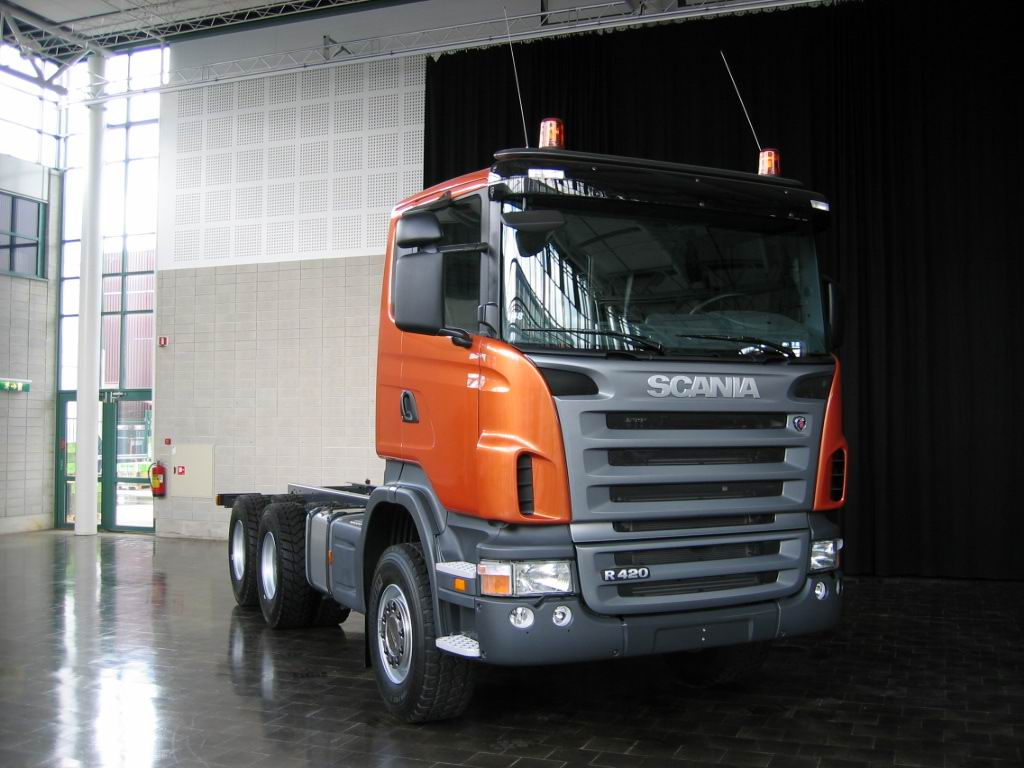
Telaio di camion non ancora allestito

L'autocarro classico, e contemporaneamente il più diffuso sulle strade, è quello in cui il vano di carico, sia esso di tipo telonato che furgonato, è completamente diviso dalla cabina di guida.
Gli autocarri possono essere interamente prodotti dalla stessa casa costruttrice oppure ottenuti in più fasi; molti degli autocarri in circolazione derivano da autotelai o cabinati (veicoli provvisti di cabina ma senza carrozzeria) sui quali aziende specializzate hanno installato in un secondo tempo le attrezzature da lavoro idonee al tipo di trasporto effettuato dal cliente. L'allestimento più diffuso è quello con una centinatura composta da un telaio in metallo provvisto di traversine (stecche) per fermare il carico e ricoperto da un telone in materie plastiche; questa soluzione è quella che consente il più agevole carico e scarico dei materiali essendo facilmente apribile su tutti i lati.
Un'alternativa è l'allestimento con una furgonatura, solitamente coibentata se non frigorifera, che consente un migliore stivaggio delle merci grazie alle pareti piene che bloccano il carico trasportato.
La terza soluzione di uso comune è quella di applicare sul telaio dell'autoveicolo un impianto idraulico di sollevamento e l'impianto di aggancio per poter disporre, nella parte destinata al carico, un container o una cassa mobile.
Un'altra soluzione ancora è quella di avere un cassone con sponde, ribaltabile per mezzo di pistoni idraulici, utilizzato negli autocarri adibiti al trasporto di materiali di scavo nell'edilizia.

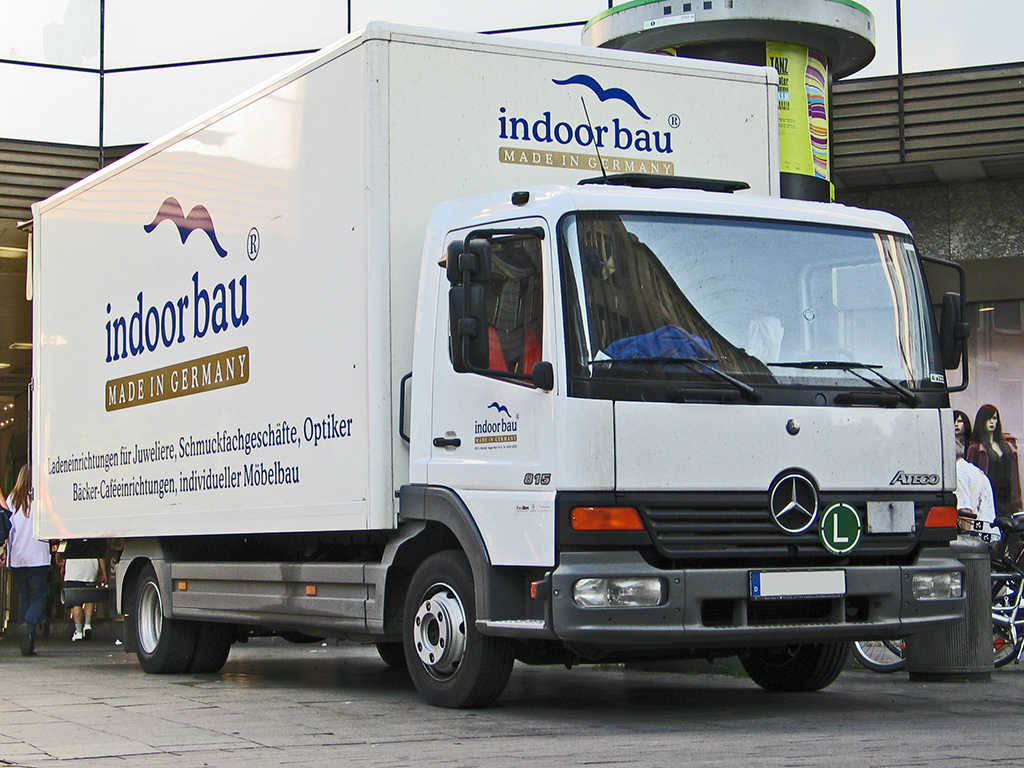
Classico autocarro furgonato

Le norme del codice della strada specificano molte delle regole a cui l'autocarro deve sottostare, in particolare per quelle di ingombro che non può, nella circolazione normale, superare i 255 cm in larghezza (i veicoli con cella frigo i 260 cm per compensare in parte lo spessore del coibentato), i 400 cm in altezza (i veicoli per trasporto veicoli possono arrivare a 420 cm, i veicoli per trasporto animali vivi o balle di paglia o fieno i 430 cm) e i 12 metri in lunghezza, più eventualmente una sponda posteriore da 30 cm.
Il carico può sporgere posteriormente dalla sagoma del veicolo per un massimo del 30% della lunghezza totale, ma i 12 m non possono comunque essere oltrepassati (ad esempio, se una motrice fosse lunga 10 m, la sporgenza massima posteriore sarebbe di 2 m e non di 3 m); anteriormente, invece, non è ammessa alcuna sporgenza.
Analogamente per i complessi di veicoli, autotreni o autoarticolati, non è consentita nessuna sporgenza di carico. Anche le classificazioni dei vari tipi in base alla massa a pieno carico (più diffusa nel campo specifico dei trasporti la sigla PTT, sigla di Peso totale a terra, tara + carico) sono specificate nel codice stesso: la prima divisione avviene tra i mezzi sino a 3.500 kg classificati alla stregua di normali autovetture e quelli che superano tale limite. In quest'ultimo caso la guida è consentita solo a chi è in possesso di patente di guida di categoria superiore (la C in Italia per veicoli sprovvisti di rimorchio o con rimorchio fino a 750 kg di massa totale).

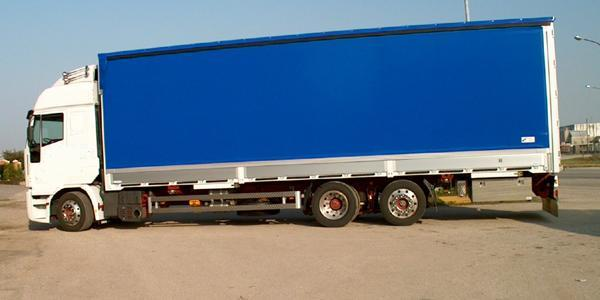
Autocarro di grande portata con centine

Una seconda divisione in classi avviene al traguardo dei 7.500 kg di PTT dove avviene la distinzione tra i mezzi di media portata e i veri mezzi pesanti.
Sono questi ultimi quelli il cui transito è spesso limitato, sia nell'accesso alle aree urbane, sia nell'applicazione del divieto di circolazione nelle giornate festive e in determinate giornate, quelle definite di esodo.
Sempre secondo il codice della strada italiano la massa a terra di un automezzo isolato, pur variabile in base anche al numero di pneumatici e ad altri parametri, non può superare le 32 tonnellate, raggiungibili nel caso di veicolo a 4 assi con sospensioni pneumatiche.
Naturalmente oltre alla massa totale è da tenere in considerazione una corretta distribuzione dei pesi tra i vari assi del camion: su ognuno di essi non deve in alcun caso gravare una massa superiore alle 12 tonnellate.
Per i mezzi d'opera (veicoli per il trasporto di inerti: macerie edili, ghiaia, sabbia, cemento) la massa totale massima è di 40 tonnellate per i 4 o più assi con due assi anteriori sterzanti, e il limite di massa per asse è di 13 tonnellate.
Il Codice della strada ammette tuttavia una tolleranza del 5% calcolata sulla massa massima ammessa a pieno carico del veicolo: ad esempio, nel caso di una motrice a 4 assi con sospensioni pneumatiche che raggiunga le 32 tonnellate, si ha una tolleranza di 1,6 tonnellate, permettendo di arrivare legalmente ad una massa totale a terra di 33,6 tonnellate.
Per i mezzi d'opera, la tolleranza si calcola sulla massa legale dei medesimi e non su quella eccezionale.

### Conformazione della cabina
Mentre in passato le cabine erano normalmente di carattere allungato per ospitare il motore davanti ad essa (cosiddetta cabina arretrata), la continua evoluzione della tecnica ha permesso di accorciarla continuamente, posizionandola al di sopra del vano motore (questa impostazione prende il nome di cabina avanzata); in questo modo si è ottenuta una maggiore lunghezza utilizzabile per il vano di carico retrostante senza andare ad aumentare l'ingombro complessivo del veicolo.
Tuttavia, per molti anni i costruttori hanno mantenuto l'accesso al motore tramite un cofano apribile sito all'interno della stessa cabina, con accessibilità e posizione di lavoro abbastanza problematiche; anche la pulizia all'interno dell'abitacolo risentiva in maniera negativa nel caso di interventi meccanici, così come l'insonorizzazione del propulsore.
Tale soluzione ha resistito per buona parte degli anni settanta, quando si diffusero le cabine avanzate completamente ribaltabili verso la parte anteriore del veicolo tramite martinetti idraulici; ciò ha consentito sia di sigillare completamente la cellula abitativa rispetto alla meccanica sia di garantire un'accessibilità pressoché totale non solo al propulsore, ma anche ad altri organi meccanici, in quanto il veicolo si "scopre" nella parte anteriore per tutta la sua larghezza.
Una caratteristica che questo tipo di cabina ha imposto è la necessità di utilizzare un comando del cambio sfilabile, per garantire il ribaltamento della cabina, ma alcuni costruttori non fissano la leva dentro l'abitacolo, ed essa rimane solidale con la barra che la unisce alla scatola del cambio.
Il ribaltamento della cabina è generalmente effettuato con una piccola pompa idraulica azionata manualmente all'esterno (quasi sempre posta sul lato sinistro subito dopo l'asse anteriore), anche se in alcuni veicoli particolarmente accessoriati è presente un comando elettrico.
Durante la manovra di ribaltamento, la cabina viene sollevata fino ad un certo angolo, dopodiché prosegue la corsa per effetto del suo peso, analoga situazione si ha nella fase opposta; poiché la fascia paracolpi rimane fissa, un apposito meccanismo garantisce l'apertura automatica di un eventuale mascherina anteriore, altrimenti essa si romperebbe a causa dell'angolo di ribaltamento raggiunto dall'abitacolo.
Anche il sistema di molleggio della cabina ha conosciuto una notevole evoluzione, passando da semplici tamponi in gomma (i cosiddetti "silent-block") fino ad arrivare ai moderni impianti di sospensione dotati di quattro molle ad aria, ammortizzatori, barre stabilizzatrici e correzione automatica dell'assetto, che garantiscono ovviamente un notevole grado di comfort; tra questi due estremi esiste una certa varietà di soluzioni, dalla sospensione completamente meccanica a quella mista (meccanica-pneumatica), con o senza correttore dell'assetto.
Anche l'aerodinamica è sempre più considerata e la cabina moderna presenta delle linee molto più arrotondate rispetto al passato ed è anche usuale l'apposizione al di sopra di essa di appositi spoiler per deflettere l'aria al di sopra del vano di carico guadagnando nel coefficiente di penetrazione.

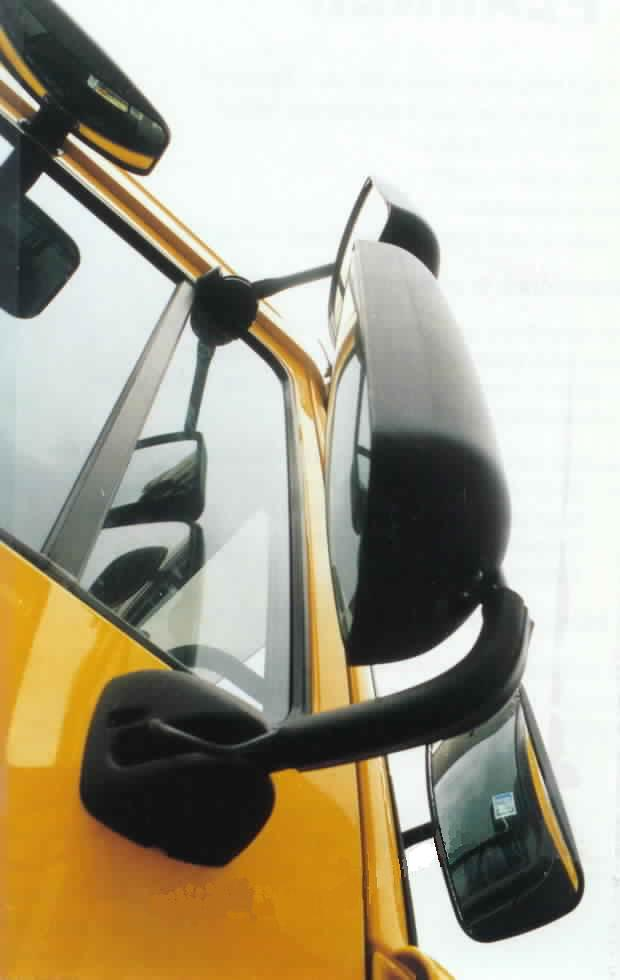
Gli specchietti di un autocarro

Per gli autocarri destinati ad un uso prettamente locale la cabina è relativamente ridotta e spartana ma per quelli destinati a lunghi viaggi l'allestimento interno comprende almeno un letto posizionato dietro (e/o sopra) il guidatore ed è molto spesso fornita di tutti i comfort necessari durante le soste notturne e nelle lunghe ore trascorse alla guida. Oltre all'impianto di riscaldamento invernale (spesso funzionante in maniera totalmente autonoma dal veicolo) e a quello di climatizzazione estiva è molto facile trovarvi frigorifero ed impianto televisivo; come è diventata usuale anche la possibilità di modificare la disposizione interna dei sedili in modo da trasformare l'ambiente di guida in un confortevole salotto, o in un funzionale ufficio viaggiante, durante le soste.
Un'altra caratteristica che si rileva spesso sulle cabine degli autocarri moderni è la fondamentale presenza, ai fini della sicurezza, di vetri molto ampi e di un gran numero di specchi esterni, diversamente orientati, per agevolare il controllo da parte dell'autista di tutti i vari ingombri dell'automezzo, sia in sede di manovra sia nell'uso su strada dello stesso.

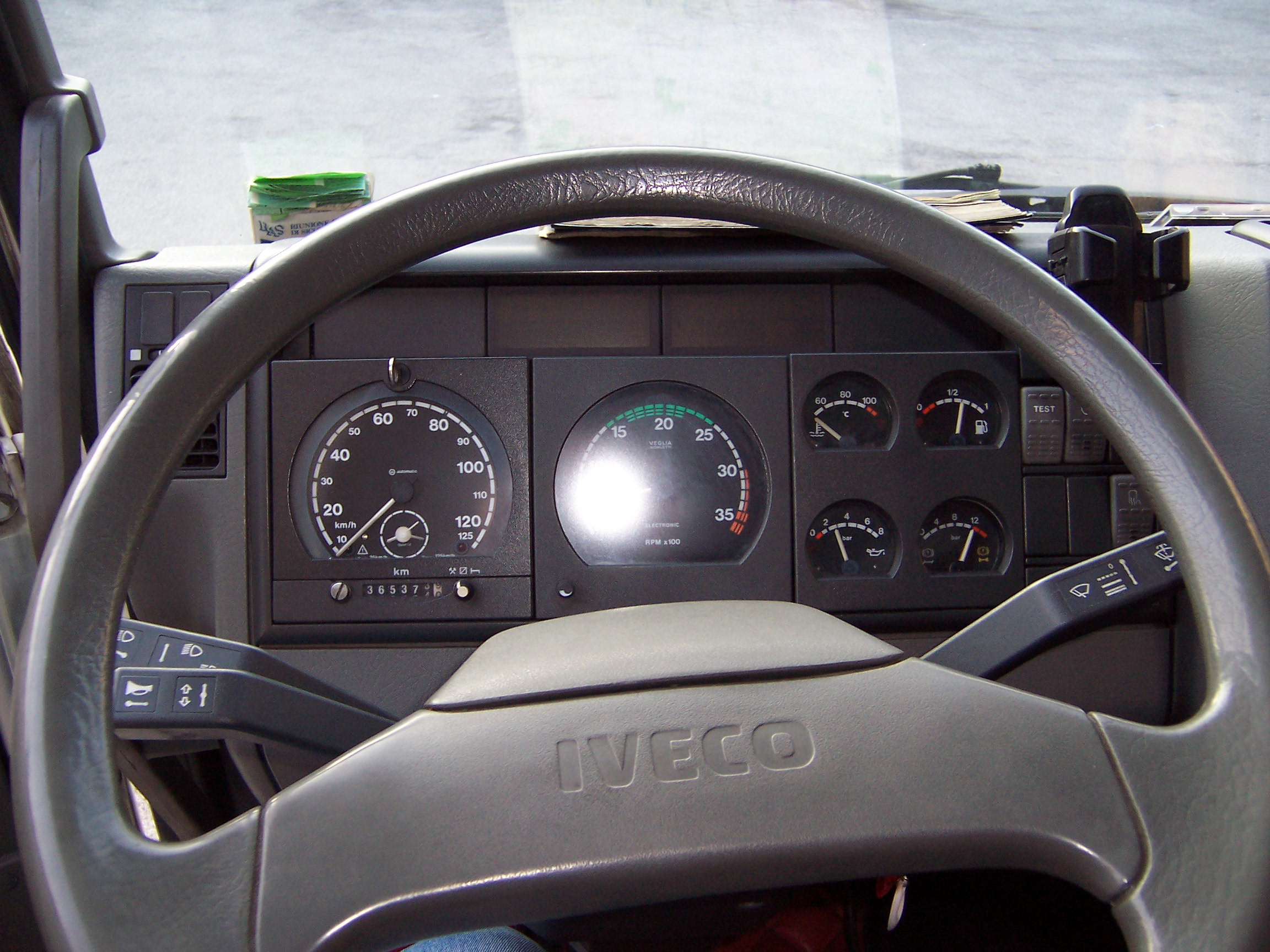
Cruscotto di camion con cronotachigrafo a sinistra

Tra le norme di sicurezza che riguardano gli autocarri di massa superiore ai 3.500 kg vi è quella fondamentale in merito alle velocità e ai tempi di guida. A questi controlli è delegato il cronotachigrafo, obbligatoriamente installato a bordo del veicolo, solitamente a fianco della normale strumentazione di controllo, che annota su appositi dischi di carta giornalieri le velocità raggiunte dal camion e le ore di effettivo utilizzo alla guida.
All'inizio del XXI secolo il normale cronotachigrafo a funzionamento meccanico è stato sostituito dalle moderne versioni elettroniche che memorizzano i dati non più su supporto cartaceo bensì su memoria digitale.
Anche l'elettronica è oggi molto presente nelle cabine dei camion, sia attraverso i computer di bordo forniti di sempre più funzioni destinate al monitoraggio del motore e dei consumi, sia con la presenza dei recenti navigatori satellitari GPS o attraverso evoluti sistemi di telefonia in viva voce che hanno affiancato se non sostituito gli apparati di ricetrasmissione (i famosi CB) di una volta.

### Telaio e motore
I telai dell'autocarro sono forniti di un numero di assi variabile, solitamente 2 o 3 per gli usi più comuni, e quello motore è in genere dotato di ruote gemellate. I più moderni sono corredati di sospensioni pneumatiche che provvedono ad un livellamento ottimale del mezzo indipendentemente dal carico trasportato e consentono anche un maggior comfort di marcia, non raggiungibile dalle soluzioni precedentemente adottate con sospensioni a balestre.

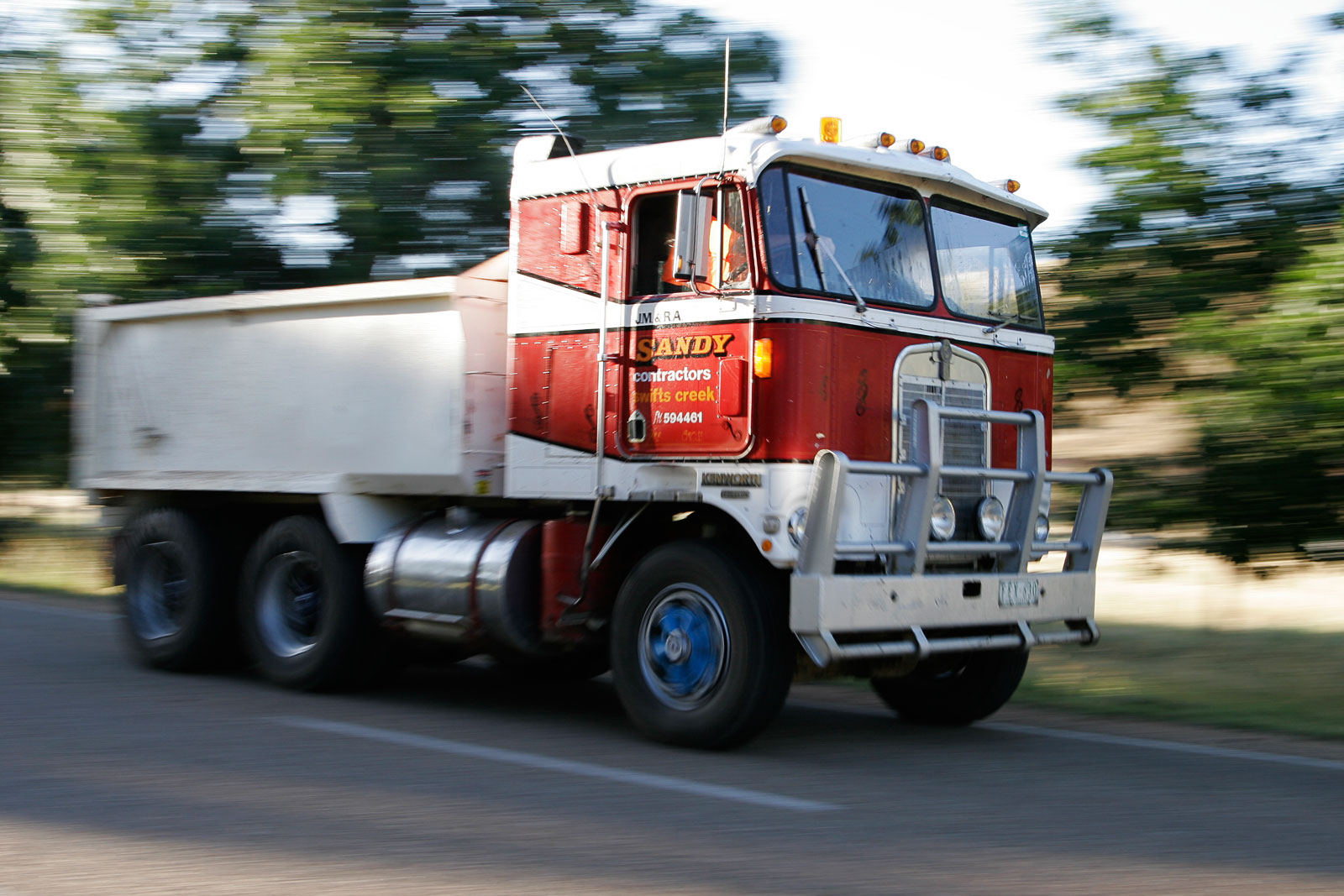
Gli autocarri moderni sono sempre più veloci anche grazie all'alleggerimento dei telai

Al telaio sono fissati il serbatoio del carburante, la ruota di scorta e le attrezzature accessorie destinate alla sicurezza, come gli estintori o i fermi da apporre sotto le ruote per evitare movimenti del mezzo. Inoltre sono quasi sempre presenti uno o più vani chiusi dove si possono stivare attrezzi di uso comune e accessori per il fissaggio dei carichi (cavi d'acciaio, cinghie ecc.).
I motori della produzione attuale sono rigorosamente diesel di varia cubatura, spazianti da quelli utilizzati sui veicoli leggeri (che derivano da quelli per la produzione automobilistica di serie) sino ai grossi motori che superano i 16.000 cm³ ed erogano potenze superiori ai 600 CV. Di questi tipi di propulsore esistono varie conformazioni, sia in linea che a V e la maggior parte sono dotati di turbocompressore.
I cambi montati sono abitualmente meccanici, multimarcia con la presenza delle marce ridotte per superare più facilmente le asperità.
Il numero delle marce varia generalmente in funzione della massa del veicolo; in quelli leggeri è di 5 o 6 rapporti, come nelle autovetture, mentre nei veicoli di fascia media è possibile che al cambio base venga accoppiato un riduttore, in maniera da raddoppiare il numero di marce disponibili.
L'azionamento del cambio è meccanico, a leva, mentre il riduttore è generalmente comandato da un pulsante posto sul pomello del cambio stesso.
Nei veicoli pesanti, specialmente quelli adibiti al traino di rimorchi o semirimorchi, il cambio è tipicamente costituito da una scatola base, contenente in genere 3 o 4 marce più la retromarcia, un selettore di gamma ed un riduttore posti rispettivamente a valle ed a monte della scatola base; in tal modo si arriva a quadruplicare il numero dei rapporti disponibili.
L'innesto delle marce della scatola base è in genere comandato tramite leva mentre il riduttore (tecnicamente denominato "splitter") ed il selettore di gamma sono azionati con pulsanti posti sul pomello del cambio.
Esistono pure sistemi di azionamento nei quali la leva è sostituita da un piccolo joystick e da alcuni pulsanti posti su di esso, mentre dei cilindri pneumatici azionano le forcelle di innesto marce; questo sistema consente un azionamento facile e confortevole, non esistendo collegamenti meccanici tra il comando e la scatola del cambio.
Recentemente si sta affermando anche la presenza di sistemi con cambio automatico, che assumono varie denominazioni commerciali a seconda del costruttore del veicolo e che permettono un azionamento in completa sinergia con le effettive condizioni di marcia del veicolo; sono diffusi specialmente nei veicoli con potenza e coppia motrice molto elevati (recentemente si sono raggiunti i 730 CV di potenza massima e i 3500 Nm di coppia massima), al fine di salvaguardare la catena cinematica da utilizzi inappropriati e/o da errori di guida.

### Vani di carico
I vani di carico dell'autocarro di uso comune sono caratterizzati da una larghezza che consenta di caricare agevolmente le merci su pallet, tipicamente 240 cm, con un fondo livellato e fabbricato in legno o in alluminio. L'altezza utile per il carico si aggira intorno ai 280 cm sui mezzi più moderni, forniti di telaio ribassato e sospensioni pneumatiche. L'automezzo medio ha una lunghezza del vano intorno ai 6 metri utili ma, arrivando al limite complessivo massimo ammesso, sono stati predisposti anche cassoni con lunghezze fino ai 10/10,5 metri (per rimanere nei 12 metri totali, circa 2 metri di cabina + 10 metri di cassone).
Anche per il trasporto di merci pericolose (ADR) si pongono sempre maggiori attenzioni e per essere omologato il vano di carico deve sottostare a determinate condizioni: devono essere presenti materiali ignifughi sia per il fondo che per i teloni esterni e devono essere presenti all'esterno delle tabelle indicanti il tipo di merce trasportata e il carattere della pericolosità. Tabelle dello stesso tipo devono essere riportate anche ai lati e sul davanti dell'automezzo, all'esterno della cabina.
In aggiunta a ciò, i veicoli adibiti al trasporto di merci pericolose devono possedere un allestimento specifico, generalmente eseguito dallo stesso costruttore, che consiste in:
- impianto elettrico schermato con cavi e connessioni speciali
- presenza di un dispositivo chiamato "sezionatore" che consente di isolare la batteria dal resto del veicolo agendo su un interruttore
- presenza di apparecchi per la lotta contro l'incendio, almeno uno per il veicolo (di capacità minima di 2 kg di polvere o di capacità corrispondente) ed almeno uno per il carico (minimo 6 kg); l'equipaggio del veicolo deve conoscerne l'uso. Gli estintori destinati al carico devono soddisfare una norma riconosciuta ed essere piombati in modo da verificare che non siano stati utilizzati, oltre ad una scritta che indichi le data entro la quale debba aver luogo la successiva ispezione.
- presenza delle zanche, di due segnali di avvertimento portatili, di una cintura o di un indumento fluorescente e di una lampada tascabile. Inoltre deve essere presente l'equipaggiamento necessario per la presa di misure supplementari e speciali così come previsto nelle istruzioni di sicurezza (10385).

## Tipologia
Le immagini che seguono illustrano le altre forme più diffuse degli autocarri, per ciascuna delle quali, comunque, esistono diverse varianti.

### Autocarro con cassone e gru dietro la cabina

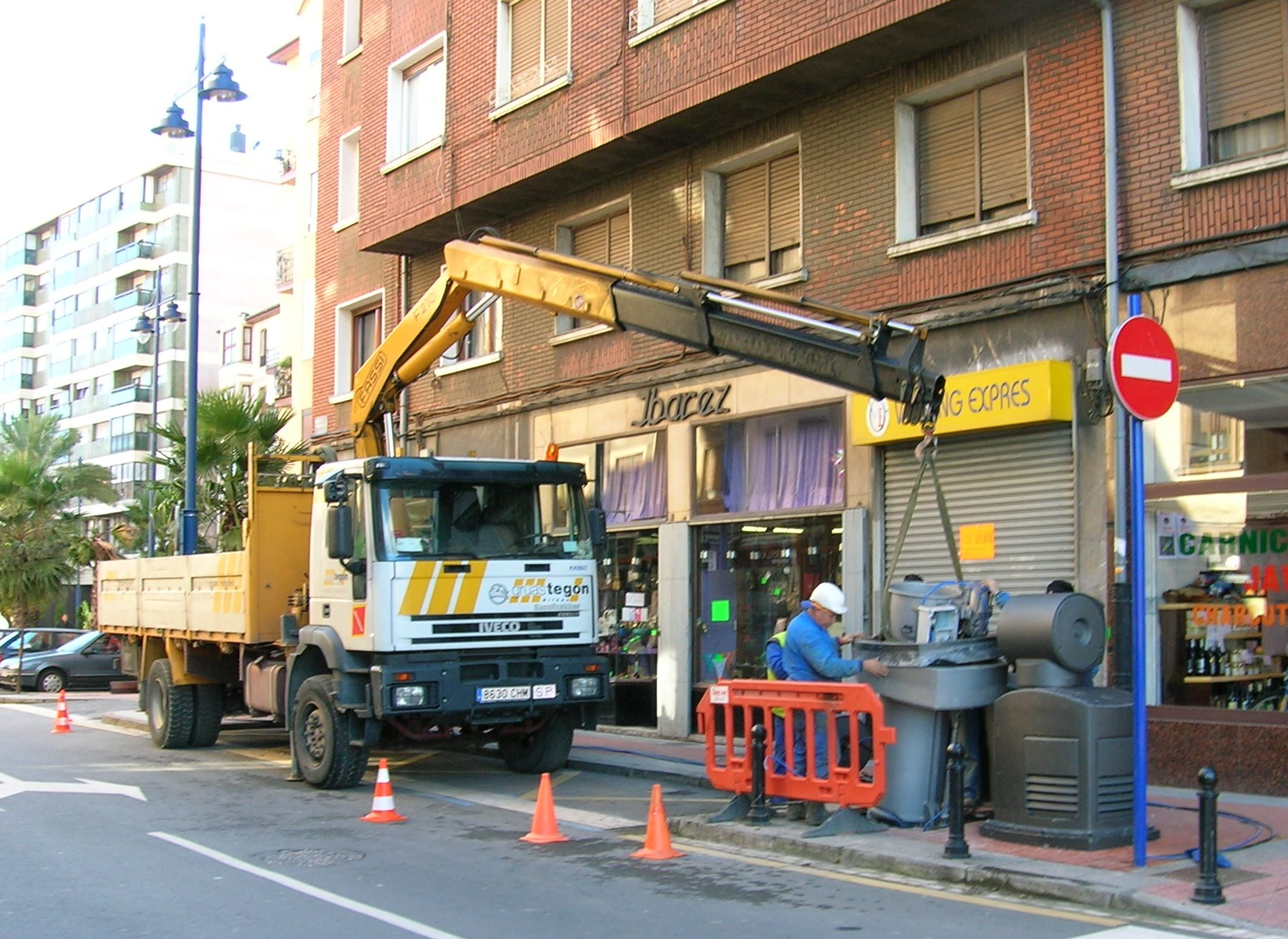
Autocarro con gru e piano di carico

Il cassone può essere fisso oppure di tipo ribaltabile (per il trasporto di materiali sfusi) e la gru può avere il braccio raccolto dietro la cabina oppure disteso sul cassone o ancora, sebbene più raramente, montata sullo sbalzo posteriore.
Per la stabilità e la sicurezza durante il sollevamento dei materiali attraverso la gru, che deve essere effettuato rigorosamente da fermo, è dotato di 4 piedi stabilizzatori indipendenti, comandati idraulicamente, per potersi adattare ad ogni conformazione di terreno ed impedire pericolosi spostamenti del carico movimentato.
L'utilizzo più comune è quello per il carico di mezzi d'opera (scavatrici, ruspe, carrelli elevatori) e per le consegne di materiali pesanti in luoghi dove non si trovano banchine di carico e attrezzature idonee (cantieri edili ad esempio).
L'autoveicolo da cui viene ricavato può avere da due a quattro assi in base alla portata massima della gru che vi si vuole installare.
Per gli utilizzi più gravosi e più particolari, l'autogrù può avere anche solo la funzione di "gru mobile" per lo spostamento locale dei materiali e non per il relativo trasporto a destinazione. Esempi di questo tipo sono i veicoli utilizzati per i traslochi dai piani alti o quelli in uso ai servizi di emergenza antincendio.

### Autocarro con furgonatura e sponda montacarichi posteriore

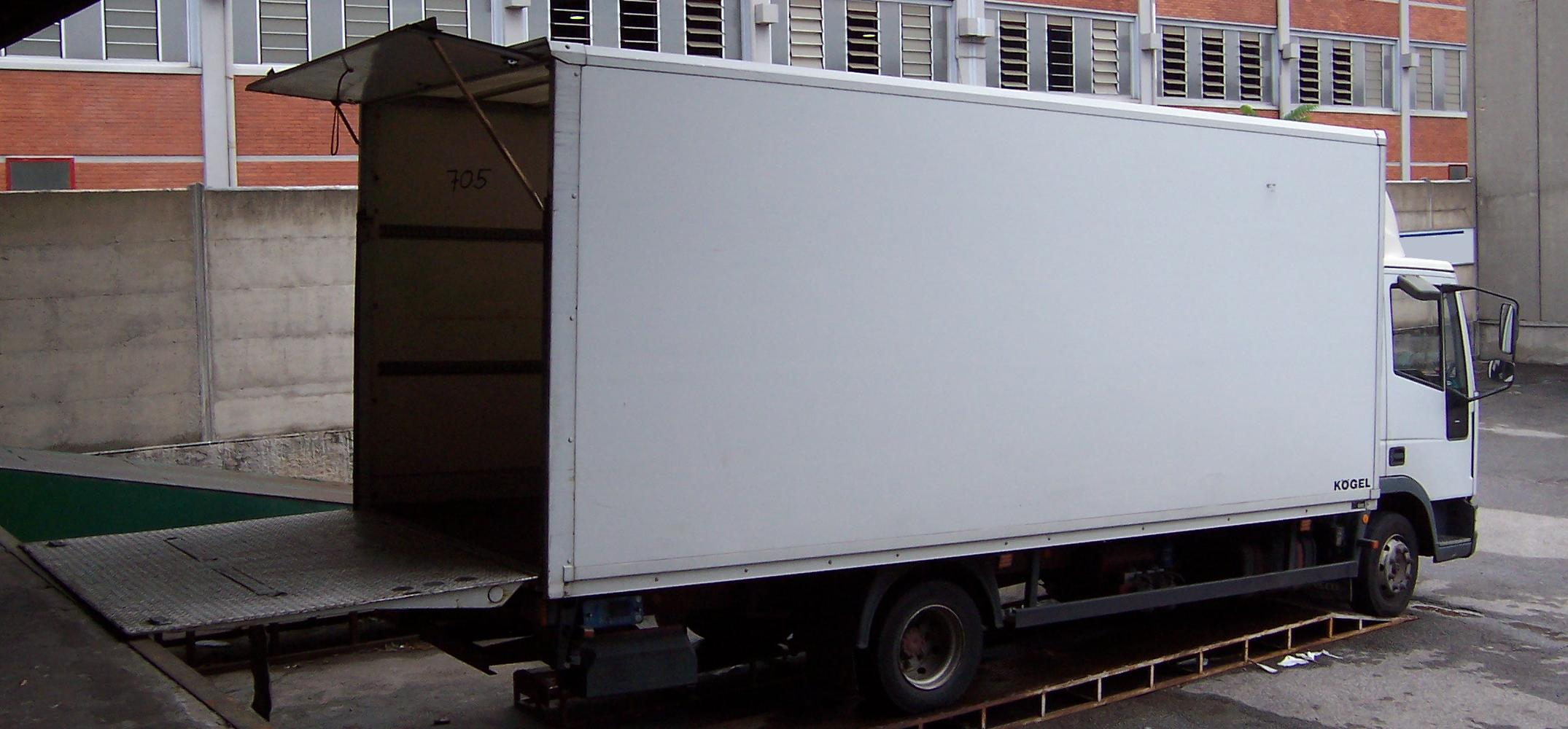
Autocarro furgonato e sponda montacarichi posteriore

Si tratta dell'automezzo classico in uso nel trasporto di consistenti quantità di beni verso i pubblici esercizi.
Soprattutto nelle grandi città difficilmente gli esercizi commerciali dispongono di aree attrezzate specificatamente al carico scarico, di conseguenza l'uso della sponda idraulica consente di portare le merci, spesso disposte su pallet, dal cassone dell'autoveicolo al livello strada risparmiando su tempi e fatica.
La furgonatura dell'automezzo, consistente nella presenza di pareti rigide ai lati e sul fondo, può essere più o meno coibentata ed in vari casi specificatamente frigorifera per non interrompere la catena del freddo nel trasporto dei prodotti alimentari. La sponda caricatrice, in ordine di marcia, può essere verticale (come nel caso rappresentato) oppure ripiegata sotto lo sbalzo. Questo tipo di autoveicolo difficilmente ha più di 3 assi, nonostante l'incremento della tara dovuto alla presenza della furgonatura e della sponda aggiuntiva, in virtù del fatto che di norma deve raggiungere delle destinazioni cittadine dove l'ingombro eccessivo è fonte di problematiche aggiuntive.

### Autocarri silos e cisterna

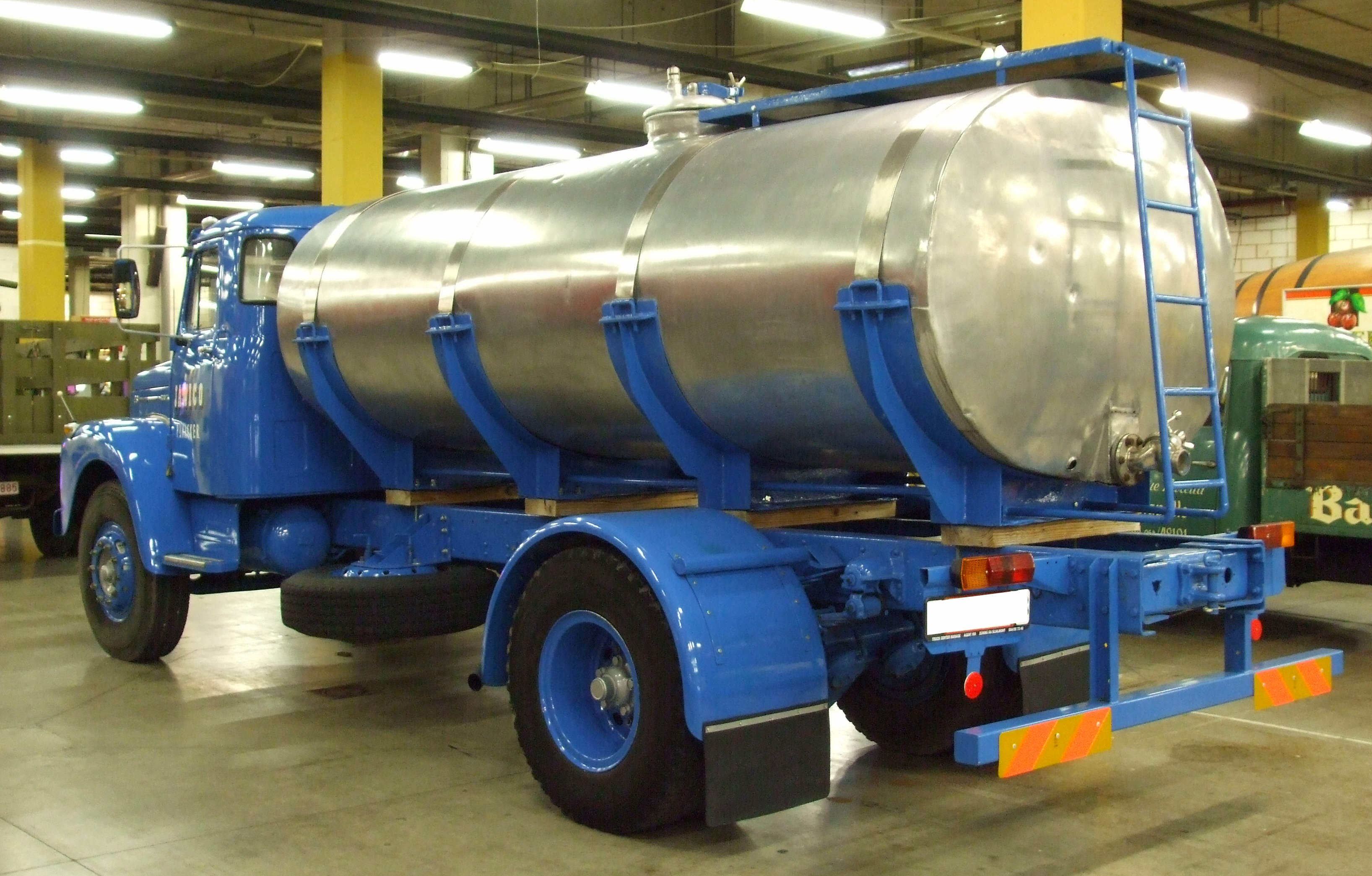
Cisterna degli anni sessanta

Si tratta dell'automezzo per trasporto specifico destinato al trasporto di liquidi, cioè di un autotelaio su cui è montata una cisterna con caratteristiche particolari in base al tipo di liquido contenuto, sia esso alimentare come il latte, sia per il trasporto di prodotti chimici diversi, sia per quello molto usuale dei derivati del petrolio.
Essendo molto spesso destinati al trasporto di merci pericolose a vario titolo (infiammabile, tossico, corrosivo), particolare cura deve essere destinata agli accorgimenti di sicurezza.
La stessa ingegneria di base viene utilizzata anche per la realizzazione dei camion destinati al trasporto delle polveri, dove la cisterna viene sostituita da un silos adatto sia al trasporto di mangimi animali sia a quello di ogni altro prodotto polverizzato.
Sono di solito attrezzati con accessori come impianti di scarico del contenuto a pressione, contatori di precisione del quantitativo di merce scaricato, ecc.

### Autocarro per trasporto altri veicoli

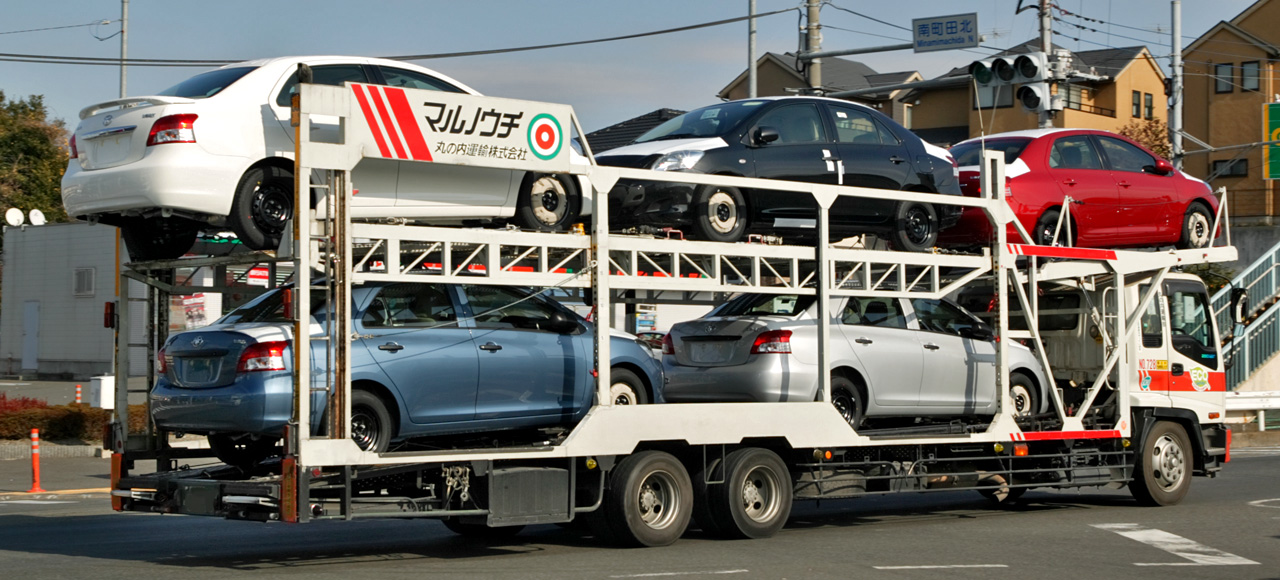
Autocarro per trasporto autovetture

È l'automezzo destinato al trasporto di altri veicoli gommati, il cui vano di carico è aperto, provvisto di guide per gli pneumatici dei veicoli caricati a bordo, di fermi per gli stessi una volta caricati e di una rampa di carico estraibile posteriormente per consentire un agevole carico e scarico.
Le versioni di uso più comune sono quelle per il soccorso stradale di auto in difficoltà, dove nella parte anteriore è installato anche un verricello per il traino a bordo del veicolo non funzionante.
Esistono poi le versioni a due piani di carico (in cui quello superiore è dotato di meccanismi che ne consentono l'abbassamento) utilizzate per il trasporto di più auto contemporaneamente, adatte al trasferimento tra le fabbriche costruttrici e le reti di vendita.

### Autocarro con cabina allungata (tipo "pick-up")

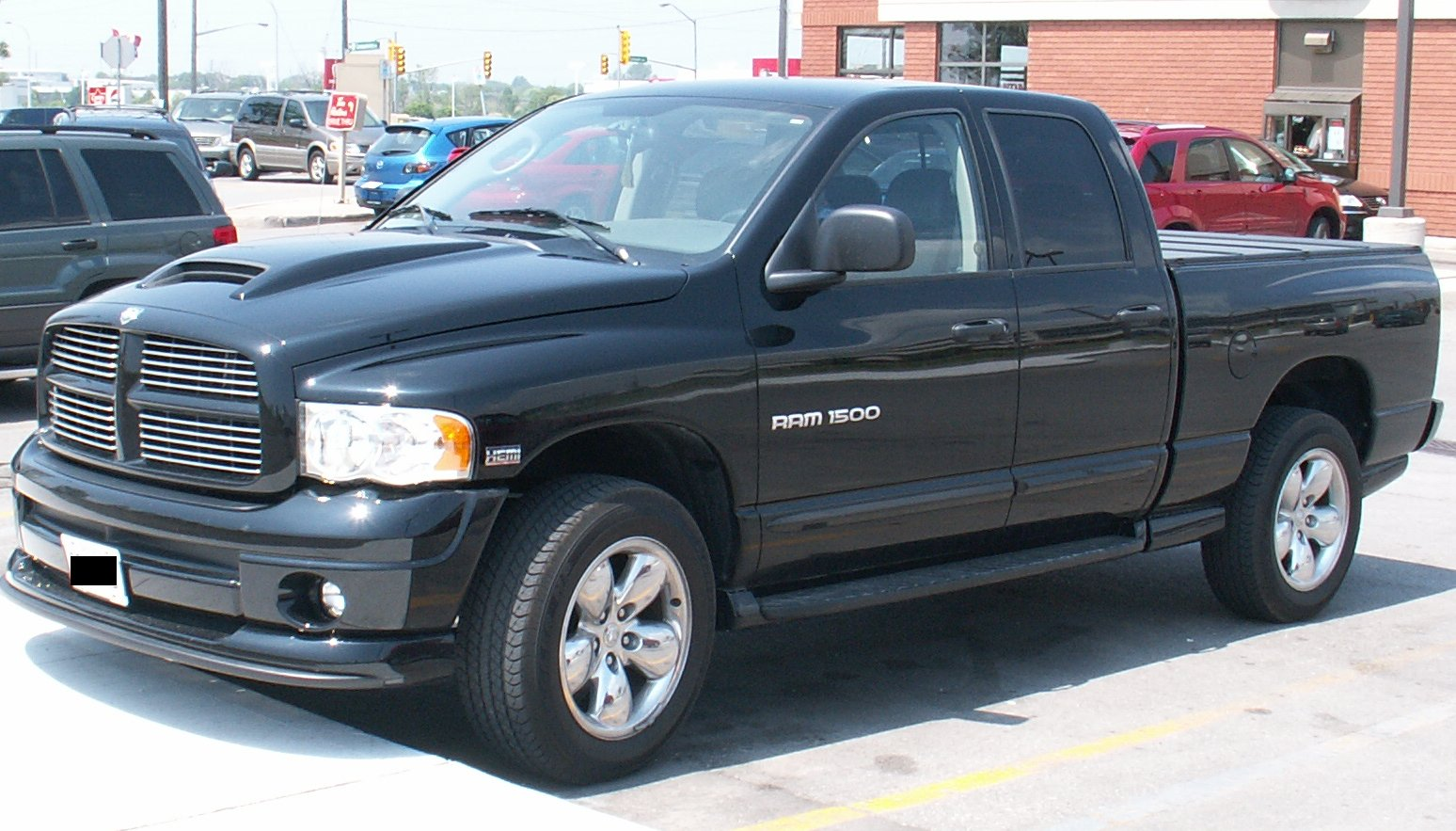
Autocarro con cabina allungata

Questi autoveicoli, in genere, hanno una massa complessiva non maggiore di 3.500 kg consentendone l'uso con la patente di guida B, cioè quella della normale autovettura.
Si tratta dell'autoveicolo classico utilizzato per lavoro dalle imprese edili dato che il tipo di cabina, allungata, permette di ospitare dei passeggeri anche dietro il conducente. Viene così agevolato contemporaneamente il trasferimento degli operai e delle loro attrezzature di base. Il cassone può essere occasionalmente coperto con un telone atto a proteggere le merci trasportate o con una scocca rigida rimovibile.
Nello stesso tempo fa oggi parte anche dei veicoli alla moda, specialmente negli Stati Uniti, dove gli allestimenti interni non sono più improntati alla massima utilità bensì sono identici a quelli delle normali autovetture d'alta classe.
Si tratta anche della categoria di autocarri dove è più frequente la presenza della trazione integrale anziché dell'abituale trazione posteriore, soluzione tecnica che agevola il raggiungimento delle destinazioni più disagiate come quelle montane.

### Autocarro con cabina incorporata nella carrozzeria

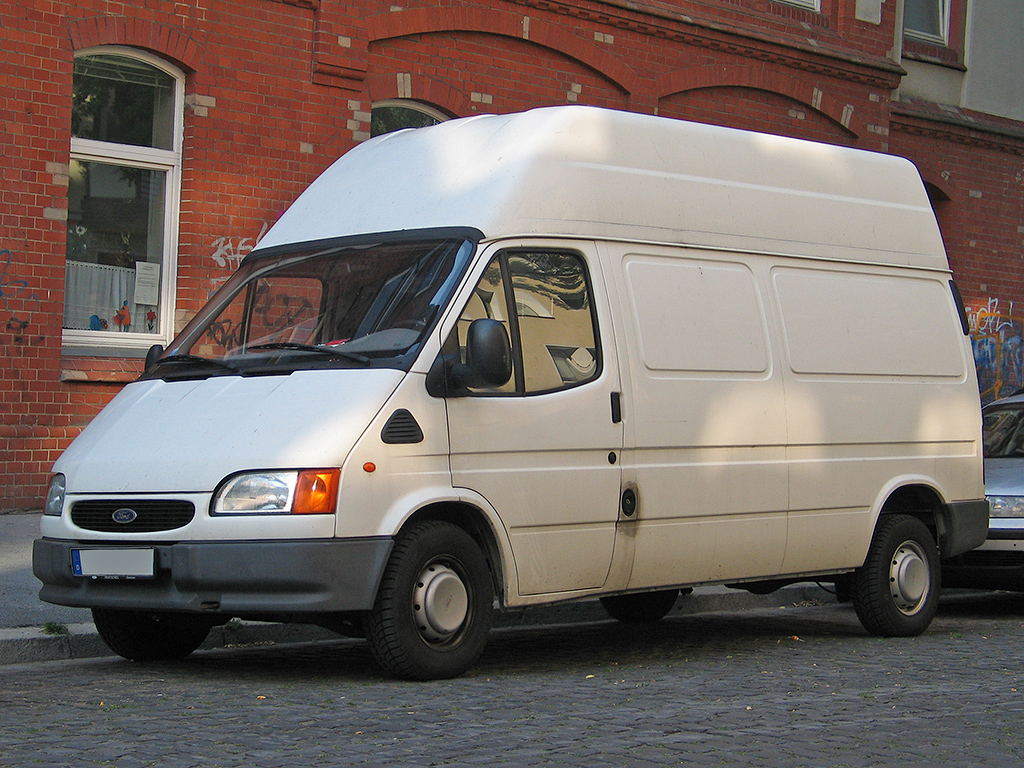
Autocarro con cabina incorporata nella carrozzeria

Questo tipo di carrozzeria è propria dei cosiddetti autoveicoli commerciali (come Fiat Ducato, Renault Kangoo, Citroën Berlingo, Ford Transit etc.). Negli ultimi tempi, tuttavia, presentano una morfologia simile anche gli autocarri derivanti da autoveicoli multiuso (o monovolume) e fuoristrada, dotati di posti a sedere anche dietro il conducente.
Per poter essere considerato un mezzo da puro trasporto di merci e non come un mezzo da uso promiscuo, la protezione degli occupanti dagli spostamenti del carico deve essere assicurata da una paratia metallica, montata fra l'abitacolo e il vano delle merci. Sono degli autocarri con una massa totale non superiore a 3.500 kg, pertanto utilizzabili con la semplice patente di guida delle autovetture.
Gli ingombri di questo mezzo sono nettamente inferiori a quelle dell'autocarro classico per consentire degli agevoli spostamenti anche nelle zone interdette al traffico pesante.

### Autocarro a 4 ruote motrici

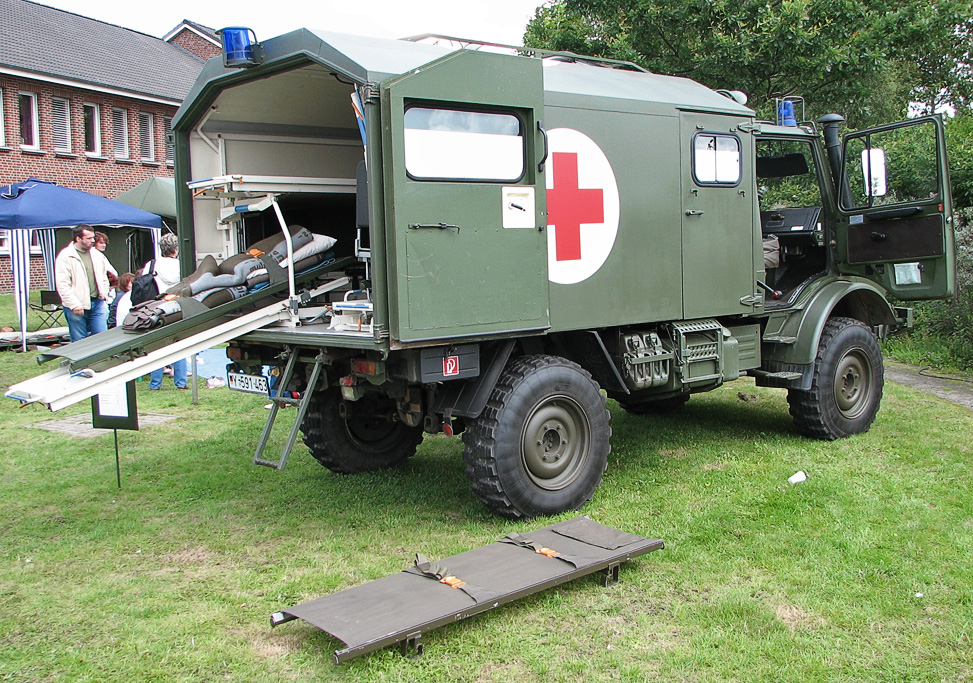
Un Unimog in versione ambulanza

Si tratta di un tipo di autocarro per usi particolari, soprattutto destinato agli impegni più gravosi, sia in campo civile che militare, e a terreni anche impervi o sprovvisti di asfaltatura.
Sono naturalmente provvisti di trazione integrale sulle 4 ruote, solitamente hanno il telaio maggiormente rialzato e delle sospensioni indipendenti con un'escursione particolarmente ampia per poter meglio assorbire le asperità del terreno.
Uno degli automezzi più famosi di questo tipo è l'Unimog, veicolo progettato dalla Mercedes-Benz e costruito sin dal primo dopoguerra.
L'eclettismo di questo tipo di autocarro è dimostrato anche dalla molteplicità di allestimenti in cui può essere trasformato, da quelli per interventi di emergenza in casi di calamità, sino agli allestimenti a duplice uso che gli consentono di muoversi anche lungo dei binari e sulla sede ferroviaria.

## Schemi di omologazione

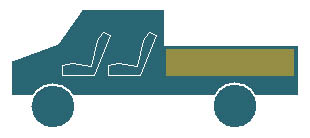
Autocarro con cabina doppia
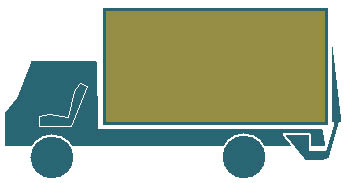
Autocarro con furgonatura e sponda idraulica
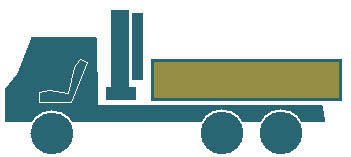
Autocarro con gru e cassone
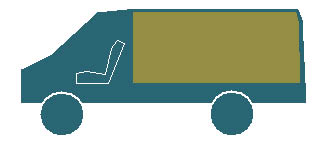
Autocarro furgonato

## L'autocarro nei media
Nel 1995 sono iniziate le avventure di Overland, con l'utilizzo di autocarri Iveco specificatamente attrezzati e patrocinate dall'UNICEF. Si è trattato di una serie di spedizioni geografiche esplorative su varie rotte che hanno toccato tutti i continenti, tranne l'Oceania, e da cui è stata tratta una serie di documentari televisivi.

## Angolo cieco
Il termine "angolo cieco" indica la sezione posteriore del mezzo di trasporto dove è impedita la visuale del guidatore. A causa dei frequenti incidenti mortali, e in assenza di una normativa europea di riferimento, nel luglio 2023 Milano è stato il primo comune in Italia a rendere obbligatorio l'utilizzo di telecamere e di sistemi sonori di allerta della manovra in prossimità dell'angolo cieco, per i veicoli di trasporto merci di peso superiore alle 3,5 tonnellate e per i veicoli adibiti a trasporto di persone superiori agli 8 posti.